# Nord-Malé-Atoll
Das Nord-Malé-Atoll ist ein geographisches Atoll der Malediven. Die maledivische Hauptstadt Malé auf der im Süden des Atolls gelegenen Insel Malé ist Teil des Atolls.
Mit einer Gesamtfläche von 1.568 km² ist das Nord-Malé-Atoll das fünftgrößte Atoll der Malediven. Davon entfallen 349 km² auf Korallenriffe und 9,40 km² auf die Inseln.

## Beschreibung

### Lage
Das Atoll gehört zur östlichen Kette der Malediven und wird zur zentralen Atollgruppe Medhuraajjé gezählt. Unmittelbar nördlich des Atolls liegen das Gaafaru-Atoll sowie die isolierte Insel Kaashidhoo, weiter nördlich befindet sich das Faadhippolhu-Atoll (auch Lhaviyani-Atoll genannt). Im Süden, getrennt durch den Vaadhoo-Kanal, befindet sich das Süd-Malé-Atoll, die benachbarten Atolle im Westen sind das Ari-Atoll, das Rasdhoo-Atoll sowie die Insel Thoddoo.
Wie überall auf den Malediven herrscht ein konstant heißes, durch den Monsun geprägtes, tropisches Klima.

### Beschreibung der Inseln
Das Nord-Malé-Atoll besteht aus ungefähr 50 größeren Inseln; die Hauptstadt Malé und ihr Flughafen liegen im Süden des Atolls.
Mit 107.223 Einwohnern (davon 103.693 im Stadtgebiet Malé) (Stand 2006/07) ist das Nord-Malé-Atoll das mit Abstand bevölkerungsreichste Atoll des Staates.
Nahezu alle Inseln sind bewohnt oder werden touristisch oder industriell genutzt.
Mit knapp 30 Touristeninseln und dem internationalen Flughafen ist das Atoll die meistbesuchte Urlaubsregion des Landes, die Stadt Malé selbst ist das politische, wirtschaftliche und kulturelle Zentrum der Malediven.

### Verwaltungsgliederung
Administrativ ist das Nord-Malé-Atoll in zwei Verwaltungsbezirke aufgeteilt: der Großteil des Atolls bildet zusammen mit dem Süd-Malé-Atoll, Gaafaru und Kaashidhoo das Verwaltungsatoll Kaafu mit Thulusdhoo als Verwaltungszentrum, die Stadtinsel Malé und die angegliederten Inseln Villingili, Hulhumalé sowie die Flughafeninsel Hulhulé werden dagegen als spezielle Hauptstadtregion direkt von der Regierung verwaltet.

## Inseln des Nord-Malé-Atolls

### Bewohnte Inseln
- Malé (Insel), mit gleichnamiger Hauptstadt der Malediven
  - Hulhumalé, künstliche Insel, Stadtteil von Malé
  - Villingili, auch: Vilimalé, Stadtteil von Malé
  - Hulhulé, Flughafen von Malé, Teil von Malé
  - Gulhi Falhu, im Bau befindliche Hafeninsel, Teil von Malé

- Dhiffushi
- Himmafushi
- Huraa
- Thulusdhoo, Hauptstadt des Verwaltungsbezirks Kaafu
  - Huraagandu, als Thulusdhoo-Huraagandu Teil des Ortes Thulusdhoo, Damm zwischen den Inseln in Planung[2]

### Touristeninseln
- Asdhoo, auch: Asdu Sun Island[3]
- Baros
- Bodubandos, auch: Bandos
- Boduhithi, auch: Coco Palm
- Eriyadhoo, auch: Eriyadu
- Farukolhufushi, kurz: Faru
- Furanafushi, kurz: Furana, auch: Furan-nafushi oder touristisch Full Moon Beach
- Gasfinolhu
- Giraavaru, auch: Giravaru
- Helengeli
- Hembadhoo, auch: Taj Coral Reef
- Ihuru, auch: Angsana Ihuru
- Kanifinolhu
- Kanuhuraa, auch: Kanuhura
- Kudahithi
- Kudahuraa, auch: Kuda Huraa
- Lankanfinolhu, auch: Paradise Island
- Lankanfushi, auch: Soneva Gili
- Lhohifushi
- Madivaru, auch: Banyan Tree Madivaru
- Makunudhoo, auch: Makunudu
- Medhufinolhu, auch: Reethi Rah
- Meerufenfushi, kurz: Meeru
- Nakachchaafushi, auch: Nakatchafushi, Nakatchaafushi oder kurz: Nakatcha
- Thulhaagiri, auch: Thulhagiri
- Vabbinfaru, auch: Banyan Tree Vabbinfaru
- Vihamanaafushi, auch: Kurumba, erste Hotelinsel der Malediven (eröffnet 1972)[4]
- Ziyaaraiffushi, auch: Summer Island

### Unbewohnte Inseln / Sonstiges
- Aarah, Privatresidenz des ehemaligen Präsidenten Maumoon Abdul Gayoom[5]
- Akirifushi, bekannt für das Tauchgebiet Akirifushi Corner[6]
- Dhoonidhoo, Internierungslager für politische Gegner laut Amnesty International[7]
- Feydhoofinolhu, Gefängnis
- Funadhoo, im Besitz der State Trading Organization, Lager für Kraftstoffe
- Girifushi, bekannt für das Tauchgebiet Girifushi Thila
- Kagi
- Kanduoih-giri
- Kudabandos, Erholungsgebiet der Stadt Malé
- Olhahali, bekannt als Picknickplatz und für das Tauchgebiet Olhahali Caves
- Rasfari, bekannt als Tauchgebiet
- Thanburudho, bekannt als Tauchgebiet
- Thilafushi, künstliche Insel, Mülldeponie und Industriestandort
- Vabboahuraa
- Villingilimathidhahuraa